# Didymoglossum
Didymoglossum is een groot geslacht van meer dan honderd soorten varens uit de vliesvarenfamilie (Hymenophyllaceae).
Het zijn kleine epifytische of lithofytische varens die wereldwijd voorkomen in tropische streken.

## Naamgeving en etymologie
De botanische naam Didymoglossum is afgeleid van het Oudgriekse δίδυμος, didumos (tweeling, testis) en γλώσσα, glōssa (tong).

## Kenmerken

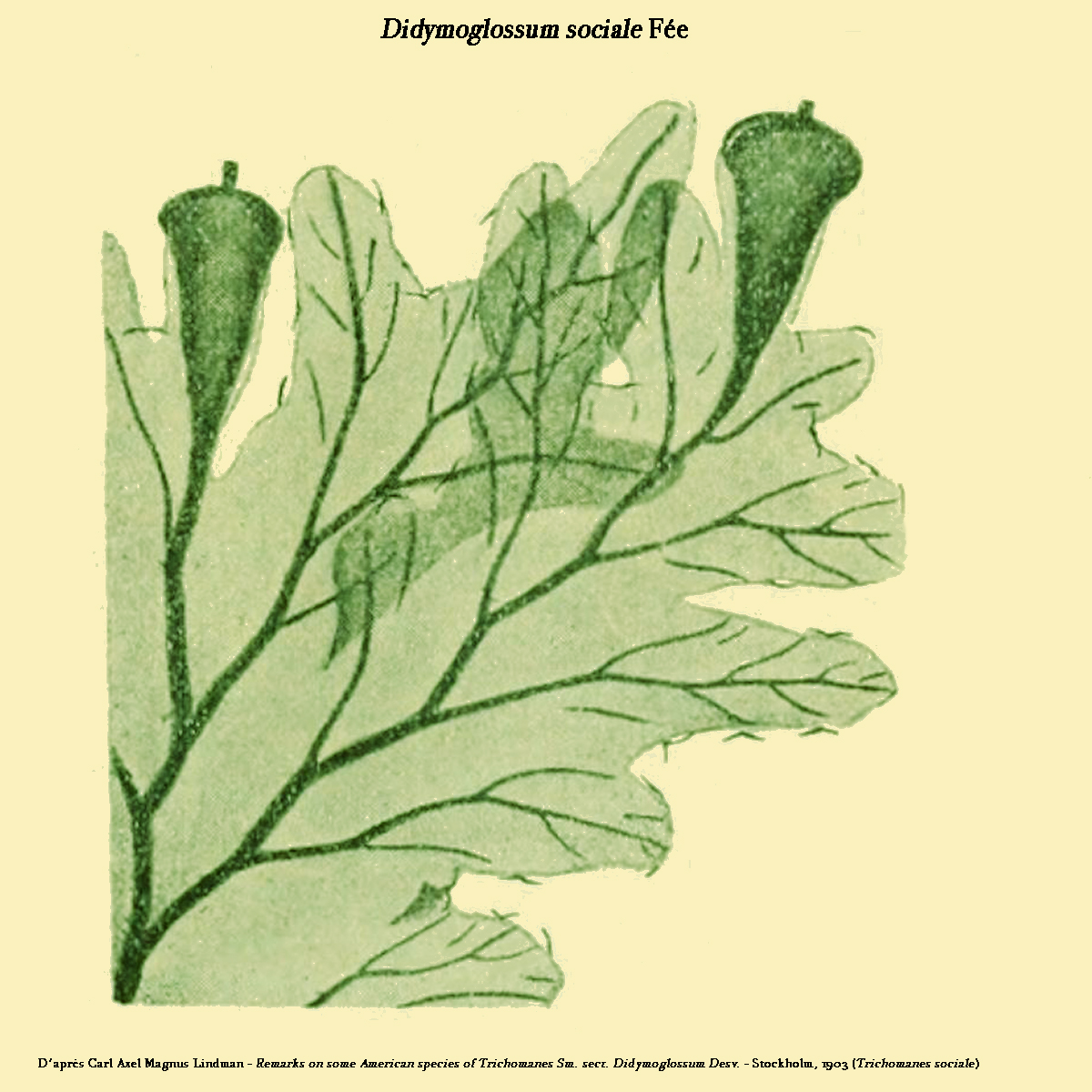
D. sociale, detail blad met nerven en sporenhoopje

Didymoglossum-soorten zijn kleine overblijvende varens met lange, draadvormige, vertakte en sterk behaarde rizomen, zonder echte wortels. De bladen zijn verspreid ingepland op het rizoom en zijn ongeveerd tot meervoudig geveerd.
De sporenhoopjes zitten op de nerven op de rand van de blaadjes, en dragen buisvormige dekvliesjes met een receptaculum, een haarvormig uitgroeisel van het sporenhoopje, dat als een borsteltje boven het dekvliesje uit steekt.
Kenmerkend voor het geslacht is de aanwezigheid van 'valse' nerven, parallel aan de 'echte' nerven die doorlopen tot in de steel.

## Taxonomie enfylogenie
Didymoglossum is in 1827 beschreven door Desvaux, maar werd nadien terug opgenomen in het geslacht Trichomanes. Pas in 2006 werd het opnieuw als geslacht erkend door Ebihara en anderen, op basis van fylogenetisch DNA-onderzoek.
Het geslacht omvat meer dan honderd soorten.
Abrodictyum · Callistopteris · Cephalomanes · Crepidomanes · Didymoglossum · Hymenophyllum · Polyphlebium · Trichomanes · Vandenboschia